# Stade du Hameau
Das Stade du Hameau ist ein Rugby- und Fußballstadion in der französischen Stadt Pau, Département Pyrénées-Atlantiques, im Südwesten des Landes. Es ist Teil des städtischen Sport- und Freizeitkomplexes, zu dem weitere Fußballplätze, ein Baseball- bzw. Softballfeld sowie eine Mini-Motorsport-Rennstrecke und eine Mini-Geländestrecke gehört. Der Rugby-Union-Club Section Paloise trägt hier seine Heimspiele aus. Gegenwärtig ist auch der Fußballverein FC Pau ein Nutzer des Stadions.

## Geschichte
Vor dem Bau des Stadions wurde das Gelände als Sportanlage von den Französischen Streitkräften genutzt und trug den Namen Stade colonel De Fornel. Man entschied sich ein neues Stadion zu bauen und 1948 begannen die Arbeiten. Am 9. Oktober 1949 wurde das Stadion mit Leichtathletikanlage als Stade Olympique du Hameau eröffnet. Bei den Feierlichkeiten sprang der Hochspringer Papa Gallo Thiam mit 1,99 m vor 30.000 Besuchern französischen Landesrekord. Von 1960 bis 1968 nutzte der FC Pau zum ersten Mal die Anlage. 1983 ging das Gelände in den Besitz der Stadt über. 1988 wurde es erstmals renoviert. Section Paloise verließ das Stade de la Croix du Prince und trägt seine Heimspiele seit 1990 im Stade du Hameau aus. Der Fußballclub kehrte 1991 zurück. 2018 zog man in das neue Nouste Camp um.
In den 2010er Jahren wurde das Stadion renoviert und die Kapazität von 13.912 Zuschauern gesteigert. Die Kosten wurden anfänglich auf 12 Mio. Euro geschätzt. Im Oktober 2015 erhielt man die Baugenehmigung und ab März 2016 entstand die Tribune Ossau im Süden hinter dem Tor. 2017 folgten die Tribune Nord Crédit Agricole Pyrénées Gascogne an der anderen Hintertorseite sowie die Tribune Est Auchan (heute die Tribune Est Terega) an der östlichen Längsseite. Die Arbeiten wurden im November 2017 beendet. Seitdem verfügt das Stadion über 18.324 Sitzplätze. Letztendlich kostete der Umbau 15,6 Mio. Euro. Am 2. Dezember des Jahres fand die Einweihungsfeier und die erste Partie auf der umgebauten Anlage mit dem Spiel Section Paloise gegen Union Bordeaux Bègles statt.
1972 wurde die Partie Vereinigtes Königreich gegen Neuseeland (53:19) der Rugby-League-Weltmeisterschaft im Stade du Hameau ausgetragen. Im Rahmen der U-20-Six-Nations 2019 trafen am 22. Februar die Mannschaften von Frankreich und Schottland (42:27) im Stadion von Pau aufeinander. Das Stade du Hameau war auch Austragungsort des Endspiels der zweithöchsten Rugby-Union-Liga Pro D2 2018/19. Der CA Brive unterlag Aviron Bayonnais am 26. Mai 2019 mit 19:21.
Der FC Pau ist zur Saison 2020/21 in die Ligue 2 aufgestiegen. Das Nouste Camp muss erst den Anforderungen der zweiten französischen Liga angepasst und auf 4144 Plätze erweitert werden, deshalb tritt der FC Pau in der ersten Saisonhälfte im Stade du Hameau an.

## Tribünen
- Tribune Honneur – West, Längstribüne
- Tribune Est Terega  – Ost, Längstribüne
- Tribune Nord Crédit Agricole Pyrénées Gascogne – Nord, Hintertortribüne
- Tribune Ossau – Süd, Hintertortribüne

## Galerie

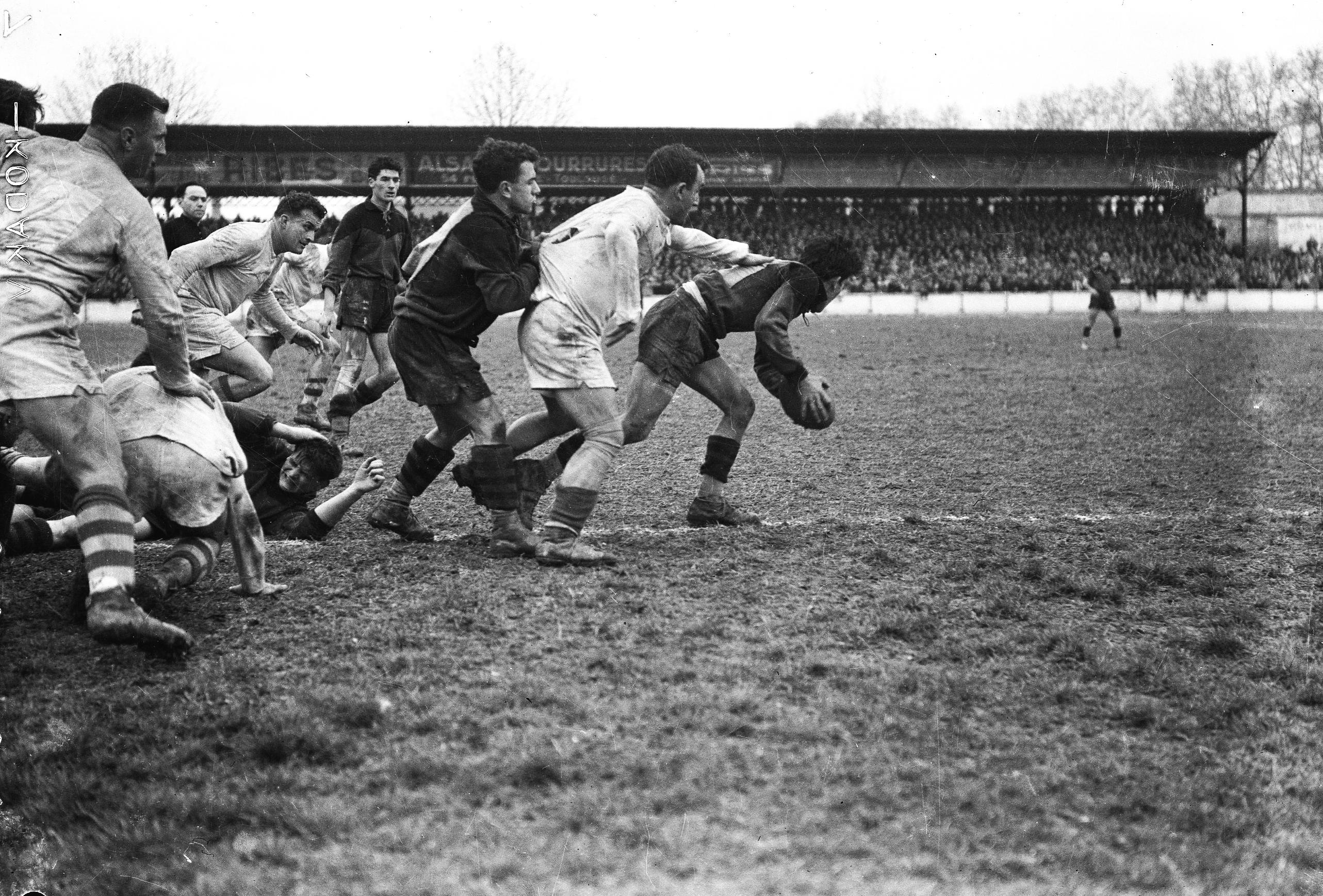
Rugby-Spielszene vom 5. Februar 1950 zwischen Pau und Stade Toulousain
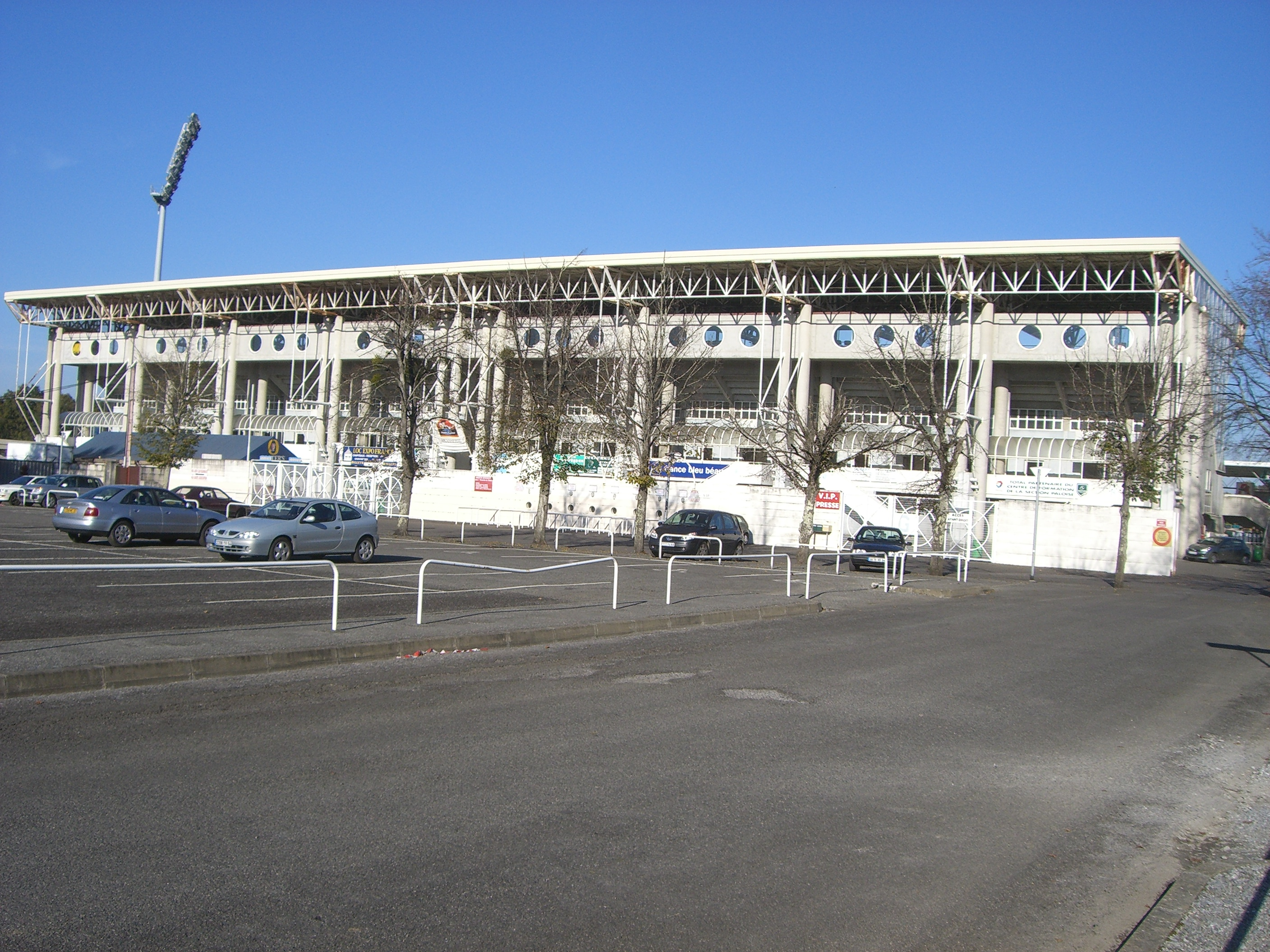
Fassade der Tribune Honneur vor der Renovierung (November 2007)
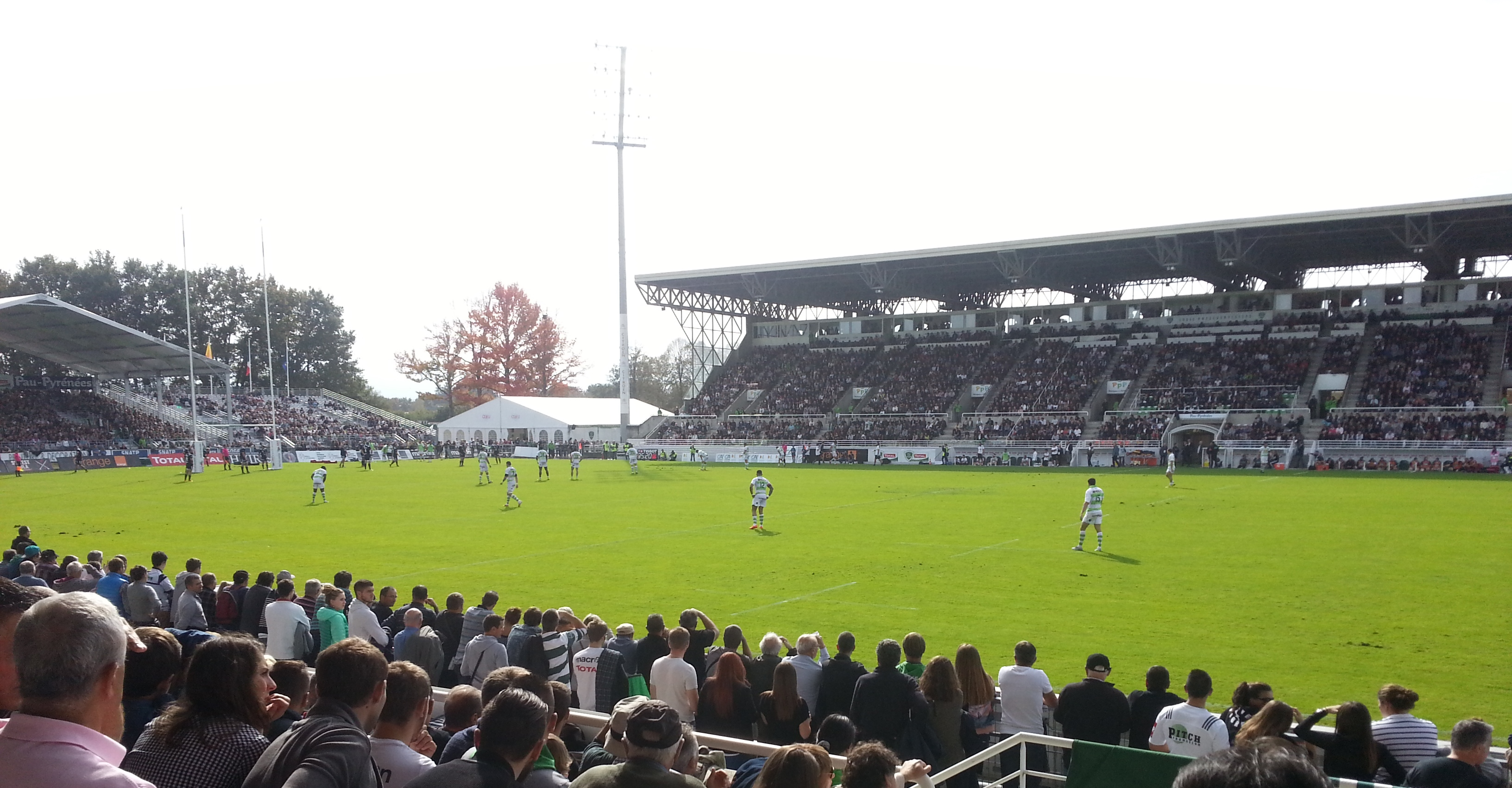
Rechts die Tribune Ossau und links die Tribune Honneur (Oktober 2015)
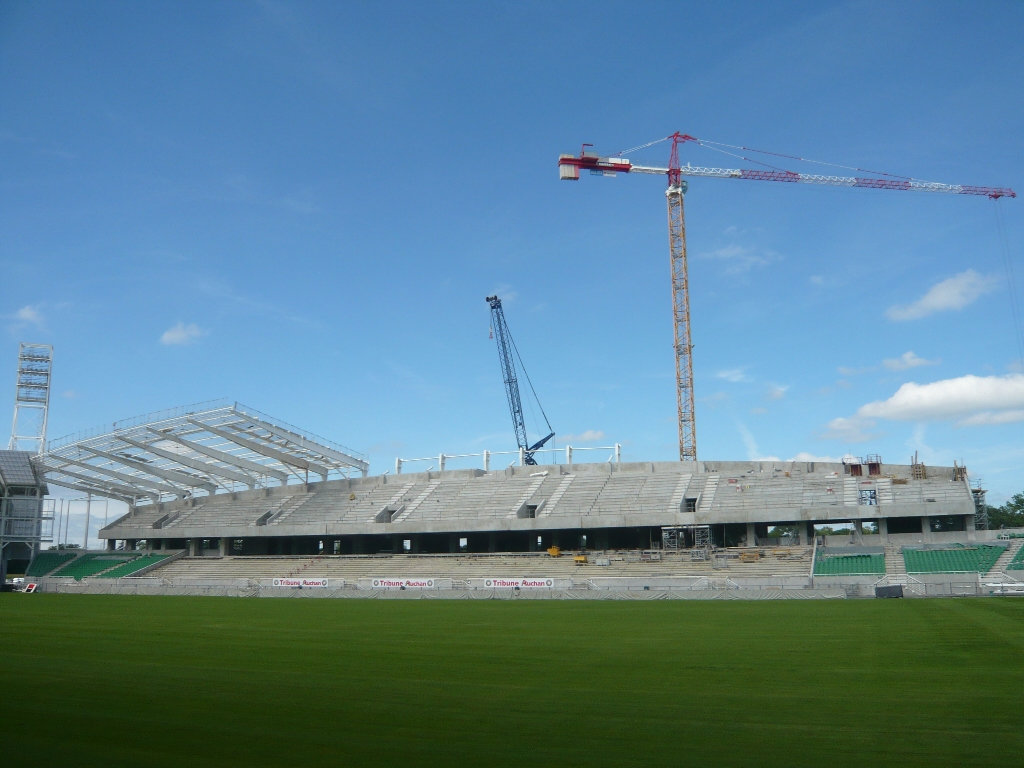
Tribune Auchan im Bau im Juli 2017